# Коллежский регистратор
Колле́жский регистра́тор — низший гражданский чин 14-го класса в Табели о рангах в России XVIII—XX веков, а также чиновник, обладавший таким чином.
До издания манифеста от 11 июня 1845 года чин давал право на личное дворянство, затем — только личное почётное гражданство.
Формой титульного обращения к коллежскому регистратору было «ваше благородие».
Чин присваивался людям, вступившим на путь государственной службы, часто из "низов". Требовалось иметь свидетельство об окончании учебного заведения или держать (сдать) экзамен в объёме уездного училища.
Оклад пенсии коллежскому регистратору из государственного казначейства по чинам в военном и морском ведомстве составлял 215 рублей в год.

## Знаки различия
Погоны или петлицы данных чиновников имели один просвет и одну звёздочку 11,2 мм, там же дополнительно закреплялась эмблема служебного ведомства.

## Соответствие армейским званиям
Чин коллежский регистратор, XIV класса, до 1884 года соответствовал званию прапорщика.

## Коллежский регистратор в русской литературе
Наиболее знакома эта должность русскоязычному читателю по повести Александра Пушкина «Станционный смотритель» (1830): герой Самсон Вырин в чине коллежский регистратор, которая начинается словами:

Кто не проклинал станционных смотрителей, кто с ними не бранивался? Кто, в минуту гнева, не требовал от них роковой книги, дабы вписать в оную свою бесполезную жалобу на притеснение, грубость и неисправность? Кто не почитает их извергами человеческого рода, равными покойным подьячим или по крайней мере муромским разбойникам? Будем, однако, справедливы, постараемся войти в их положение и, может быть, станем судить о них гораздо снисходительнее. Что такое станционный смотритель? Сущий мученик четырнадцатого класса, ограждённый своим чином токмо от побоев, и то не всегда (ссылаюсь на совесть моих читателей). Какова должность сего диктатора, как называет его шутливо князь Вяземский? Не настоящая ли каторга? Покою ни днём, ни ночью. Всю досаду, накопленную во время скучной езды, путешественник вымещает на смотрителе. Погода несносная, дорога скверная, ямщик упрямый, лошади не везут — а виноват смотритель. Входя в бедное его жилище, проезжающий смотрит на него как на врага; хорошо, если удастся ему скоро избавиться от непрошеного гостя; но если не случится лошадей?.. Боже! какие ругательства, какие угрозы посыплются на его голову! В дождь и слякоть принужден он бегать по дворам; в бурю, в крещенский мороз уходит он в сени, чтоб только на минуту отдохнуть от крика и толчков раздражённого постояльца. Приезжает генерал; дрожащий смотритель отдаёт ему две последние тройки, в том числе курьерскую. Генерал едет, не сказав ему спасибо. Чрез пять минут — колокольчик!.. и фельдъегерь бросает ему на стол свою подорожную!.. Вникнем во всё это хорошенько, и вместо негодования сердце наше исполнится искренним состраданием.
- Николай Гоголь — «Мёртвые души»[3]:

«И нагадит так, как простой коллежский регистратор, а вовсе не так, как человек со звездой на груди, разговаривающий о предметах, вызывающих на размышление, так что стоишь только да дивишься, пожимая плечами, да и ничего более».
- Николай Гоголь — «Ревизор»: герой Хлестаков в чине коллежский регистратор:

Осип. «Добро бы было в самом деле что-нибудь путное, а то ведь елистратишка простой!» — Действие второе, Явление I.
Хлестаков. «Вы, может быть, думаете, что я только переписываю; нет, начальник отделения со мной на дружеской ноге». — Действие третье, Явление VI.

- «Не бей меня в рыло» — так называет коллежских регистраторов один из персонажей рассказа «Смех и горе» Николая Лескова[5].
- В повести Александра Куприна «Звезда Соломона» главный герой Иван Цвет мечтает о чине коллежского регистратора, который и получает в конце.
- Антон Чехов «Радость»: "Раньше только вы одни знали, что на этом свете существует коллежский регистратор Дмитрий Кулдаров, а теперь вся Россия знает об этом! Мамаша! О, господи!"
- Главный герой рассказа А. П. Чехова «Орден» — учитель военной прогимназии, коллежский регистратор Лев Николаевич Пустяков.
- В романе Бориса Акунина «Азазель» главный герой Эраст Петрович Фандорин был коллежским регистратором.
- пьеса "Женитьба Бальзаминова" А.Н.Островский: герой Бальзаминов был коллежский регистратор

## Кинематограф
- 1966 — Начальник Чукотки — коллежский регистратор по таможенному ведомству Тимофей Иванович Храмов
- По повести «Станционный смотритель» А. С. Пушкина в 1925 году на студии «МЕЖРАБПОМ-РУСЬ», СССР был снят фильм «Коллежский регистратор».[6]